# Brehms Tierleben

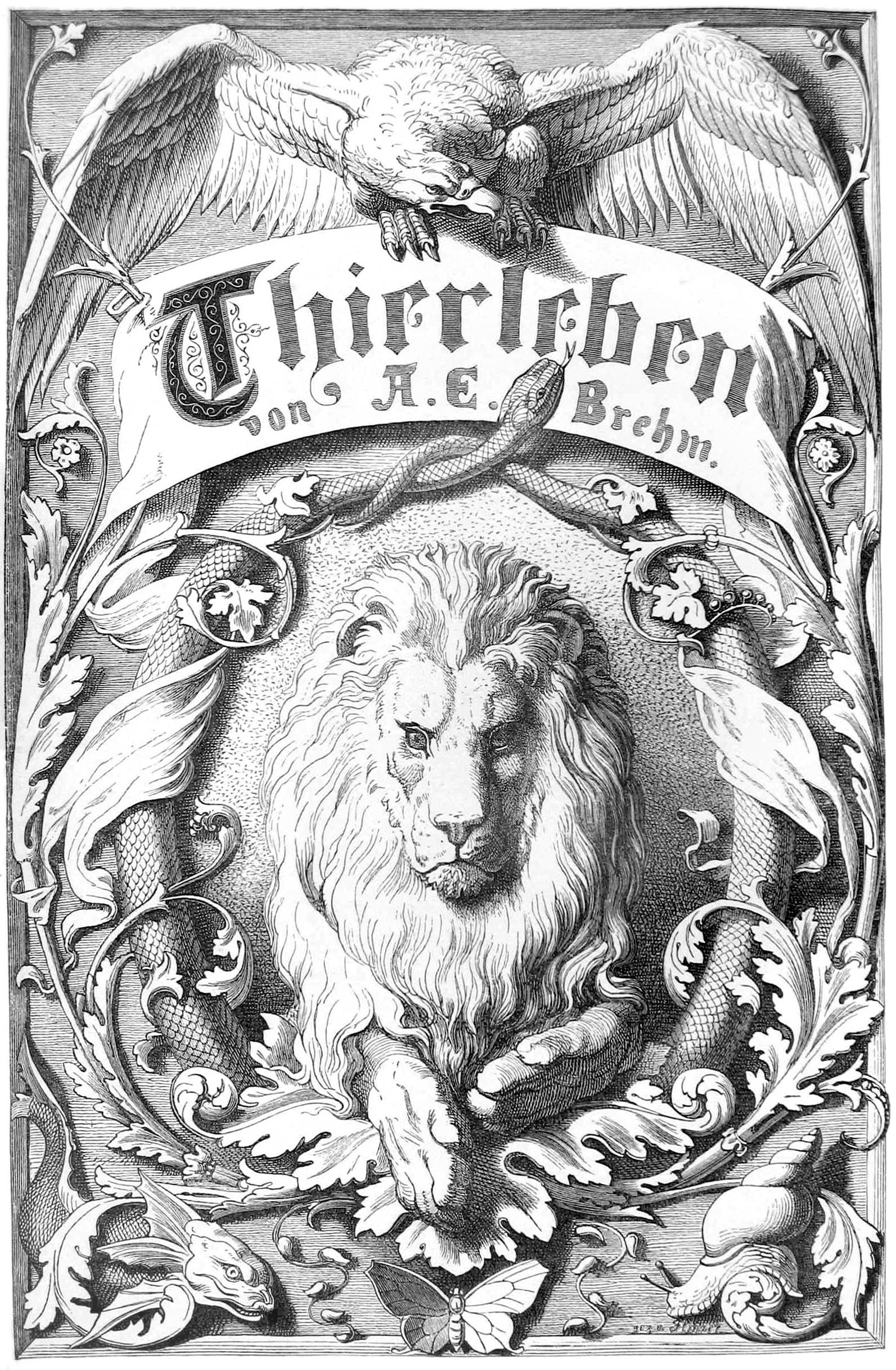
Illustration von Fedor Flinzer aus Brehms Thierleben (1886)

Brehms Tierleben (Originaltitel: Illustrirtes Thierleben) ist ein zoologisches Nachschlagewerk, das durch den Sachbuchautor Alfred Brehm begründet wurde und maßgeblich zur Popularisierung von Wissen seit dem 19. Jahrhundert beitrug.

## Editionsgeschichte

### 19. Jahrhundert
Alfred Brehm schrieb als freier Schriftsteller Aufsätze und Reiseberichte für populärwissenschaftliche Zeitschriften über zoologische Themen, die er ab 1863 auch in Form einzelner Lieferungen mit einem Umfang von jeweils etwa 48 Seiten beim Bibliographischen Institut veröffentlichte. Der Erfolg brachte ihm 1860 einen Vertrag für eine zehnbändige zoologische Enzyklopädie ein. Die Arbeit daran wurde durch Reisen nach Abessinien, Skandinavien und Sibirien unterbrochen, aber auch bereichert. Die ersten sechs Bände des Illustrirten Thierlebens erschienen 1863–1869 im Bibliographischen Institut (Hildburghausen) unter dem Verleger Herrmann Julius Meyer. Sie fanden in weiten Kreisen, vom Bildungsbürgertum bis in die Arbeiterschaft, großen Anklang.

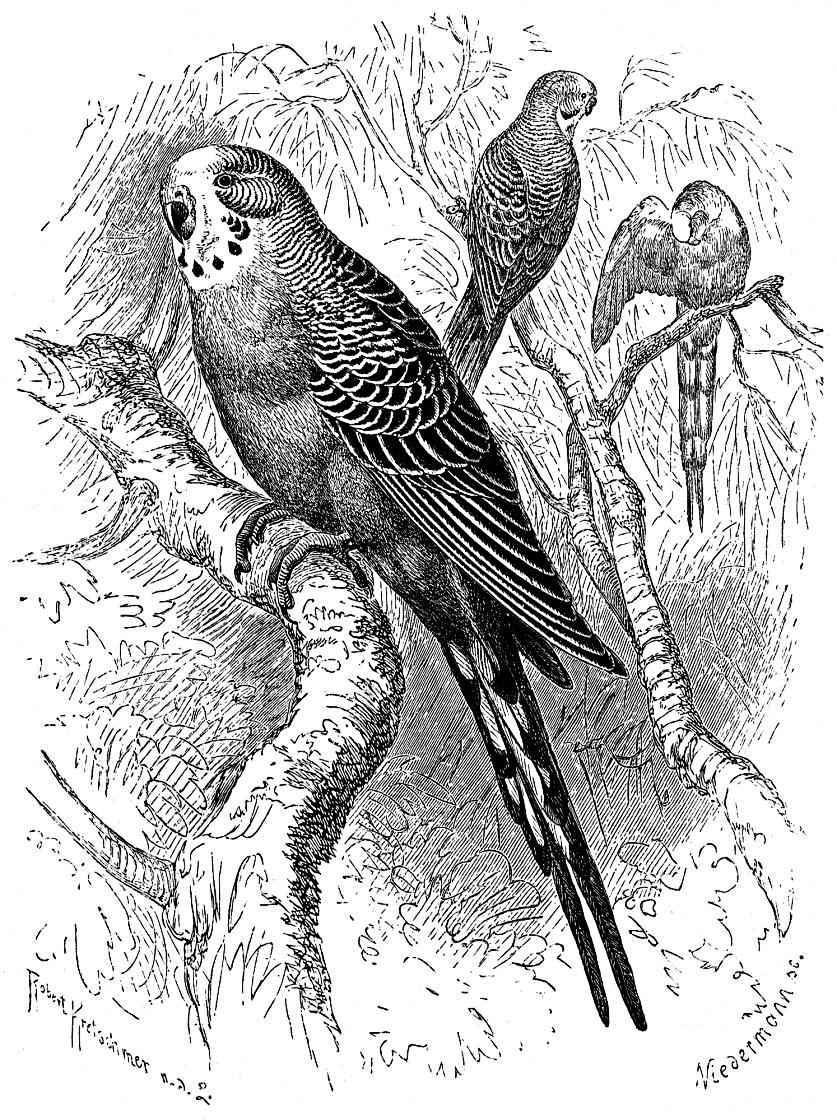
Wellensittich, Abbildung aus der 2. Auflage

Ab der zweiten Auflage (zehn Bände 1876–1879, neu gedruckt 1882–1887) hieß das Werk Brehms Thierleben. Brehm selbst hatte die sechs Bände über die Wirbeltiere verfasst und einen der später erschienenen Bände. Das Werk machte den Autor weltweit bekannt und ist bis heute ein Begriff, auch wenn die Forschung inzwischen weit über Brehms Wissen hinausgegangen ist. Die größte Veränderung in der zweiten Auflage waren wohl die neuen Illustrationen von Gustav Mützel (1839–1893) und Eduard Oscar Schmidt (Entomologe, 1823–1886), von denen Charles Darwin äußerte, sie seien die besten, die er je in einem Werk gesehen habe. Zur Beliebtheit der Tierleben-Bände trugen die Illustrationen erheblich bei, deren spezieller Stil von Robert Kretschmer (1818–1872) geprägt wurde und die die zoologische Fachliteratur sehr beeinflussten. Unter den Illustratoren späterer Jahrgänge gelangte Friedrich Wilhelm Kuhnert (1865–1926) als „Löwen-Kuhnert“ zu Bekanntheit.
Die dritte Auflage folgte 1890–1893. Herausgeber war Eduard Pechuel-Loesche. Der Text wurde von verschiedenen Wissenschaftlern bearbeitet, ohne dass zu starke Eingriffe erfolgten. Diese Auflage gilt als der letzte „echte“ Brehm. Sie wurde vom Bibliographischen Institut Leipzig in mehrere Sprachen übersetzt und unter anderem von dem 1896 in St. Petersburg gegründeten Verlag Proswestschenie (Aufklärung) vertrieben. Neben den großen Ausgaben erschienen auch Tafelwerke sowie Volks- und Schulausgaben (1868/70. 1873/74, 1879, 1883, 1892/93).

### 20. Jahrhundert
Auch im 20. Jahrhundert erlebte das Werk weitere Auflagen, in die auch zunehmend Farbtafeln integriert wurden. Die Auflagen wurden meist mehrfach nachgedruckt und erschienen in unterschiedlichen Ausstattungen, beispielsweise mit Rückenvignetten und Rückengoldprägungen, als großformatige Halblederbände oder im Leineneinband. Eine von Otto Evers bearbeitete zweite Originalausgabe erschien 1927 im Uhlenhorst Verlag, Curt Brenner, Hamburg.
Die 4. Auflage umfasste dreizehn Bände und wurde von Otto zur Strassen herausgegeben (Leipzig und Wien: Bibliographisches Institut 1911–1918). Es erschienen bis Ende der 1920er Jahre mehrere Nachdrucke. Der Text war dabei grundlegend wissenschaftlich bearbeitet, ergänzt und erweitert worden, da eine Anpassung an zeitgenössische Erkenntnisse und Lehre notwendig schien. Dabei wich er so deutlich von der Brehmschen Tierlehre ab (Gefühlswelt, Seelenleben), dass manche späteren Herausgeber mit Bedacht auf die vorangegangenen Auflagen zurückgriffen.
Gliederung (man beachte die aufsteigende Anordnung der Tierstämme usw. gegenüber der ursprünglichen absteigenden):
- Band 1: Die niederen Tiere (Einzeller – Schwämme – Hohltiere – Würmer – Muschellinge – Stachelhäuter – Weichtiere und Krebse), 724 Seiten mit 352 Abbildungen im Text, 25 farbigen und 4 schwarzen Tafeln, 27 Tafelseiten nach Photographien und Zeichnungen sowie 2 Kartenbeilagen. Mit einer Lebensbeschreibung Alfred Brehms von Ernst Krause und einer allgemeinen Einführung von Otto zur Strassen.
- Band 2: Die Vielfüßler, Insekten und Spinnenkerfe. Neubearbeitet von Richard Heymons. 717 Seiten mit 367 Abbildungen im Text, 20 farbigen und 15 schwarzen Tafeln, 7 Doppeltafeln und 4 einseitigen Tafeln nach Photographien sowie einer Kartenbeilage und 8 Seiten Register.
- Band 3: Die Fische. Unter Mitwirkung von Viktor Franz. Neubearbeitet von Otto Steche. 591 Seiten mit 59 Abbildungen nach Photographien auf 10 Doppeltafeln, 172 Abbildungen im Text, 19 farbigen und 34 schwarzen Tafeln sowie 1 Kartenbeilage.
- Band 4: Die Lurche und Kriechtiere. Neubearbeitet von Franz Werner.

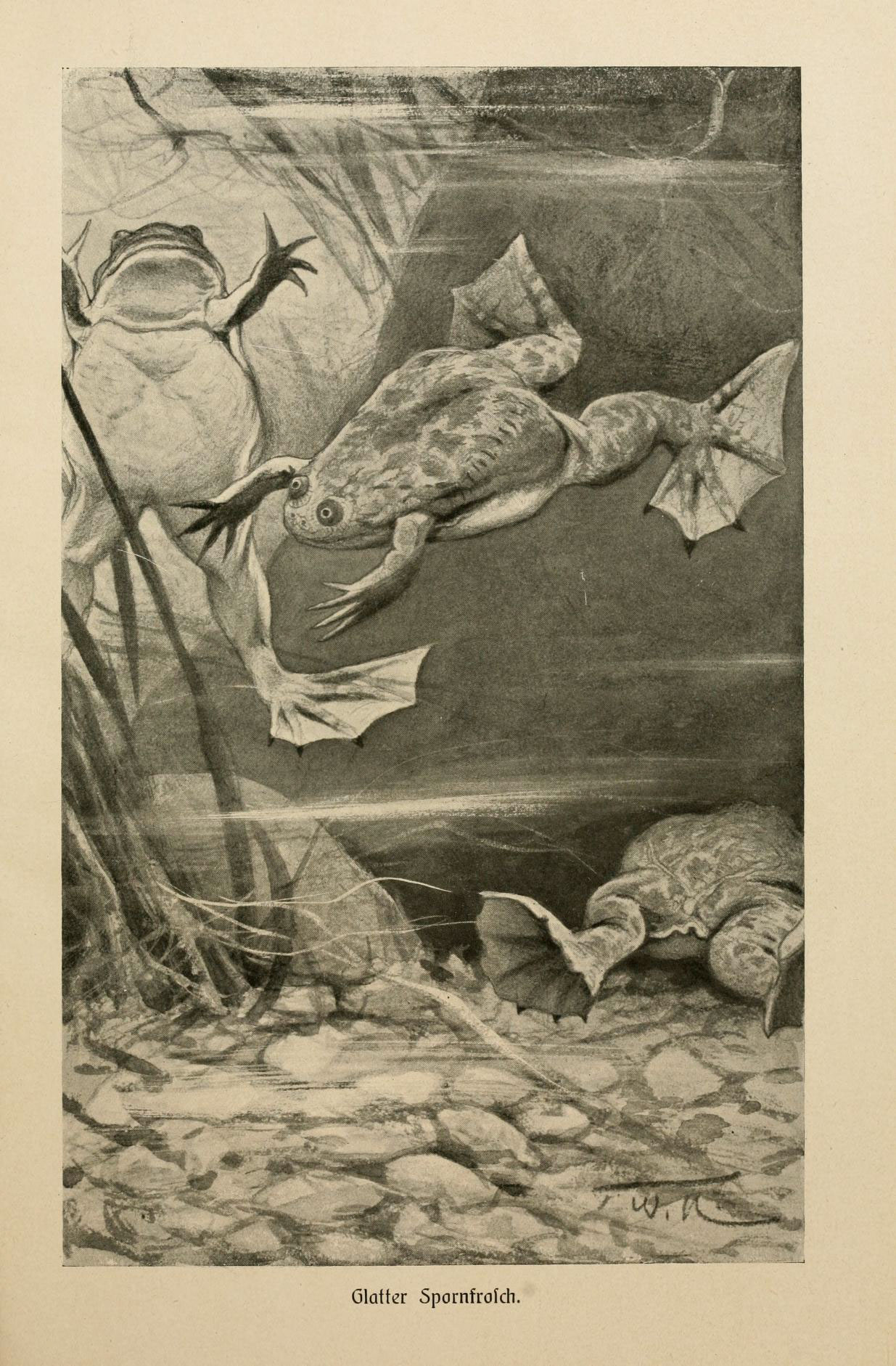
Xenopus laevis Glatter Spornfrosch, Abbildung aus Brehms Tierleben, Bd. 4 (1), 1920

- - Erster Band: Lurche und Kriechtiere (Brückenechsen, Schildkröten, Panzerechsen). 572 Seiten mit 127 Abbildungen im Text, 14 farbigen und 11 schwarzen Tafeln sowie 12 Doppeltafeln nach Photographien.
- Band 5: Die Lurche und Kriechtiere. Neubearbeitet von Franz Werner.
  - Zweiter Band: Die Kriechtiere (Schuppenkriechtiere). 601 Seiten mit 113 Abbildungen im Text, 19 farbigen und 18 schwarzen Tafeln, 28 Doppeltafeln nach Photographien und 2 Kartenbeilagen.
- Band 6: Die Vögel. Neubearbeitet von William Marshall. Vollendet von F. Hempelmann und O. zur Strassen.
  - Erster Band: Flachbrustvögel – Tauchvögel – Pinguinvögel – Sturmvögel – Storchvögel – Gänsevögel – Raubvögel. 500 Seiten mit 100 Abbildungen im Text, 36 Tafeln sowie 15 Tafeln nach Photographien.
- Band 7: Die Vögel. Neubearbeitet von William Marshall. Vollendet von F. Hempelmann und O. zur Strassen.
  - Zweiter Band: Steißhühner – Hühnervögel – Kranichvögel – Regenpfeifervögel – Kuckucksvögel (Kuckucke). 495 Seiten mit 83 Abbildungen im Text und 39 Tafeln sowie 11 Tafeln nach Photographien.
- Band 8: Die Vögel. Neubearbeitet von William Marshall. Vollendet von F. Hempelmann und O. zur Strassen.
  - Dritter Band: Kuckucksvögel (Papageien) – Rabenvögel. 473 Seiten mit 85 Abbildungen im Text, 32 Tafeln sowie 8 Tafeln nach Photographien.
- Band 9: Die Vögel. Neubearbeitet von William Marshall. Vollendet von F. Hempelmann und O. zur Strassen.
  - Vierter Band: Sperlingsvögel. 579 Seiten mit 136 Abbildungen im Text, 27 farbigen und 13 schwarzen Tafeln, 9 Doppeltafeln nach Photographien, 2 Tafeln „Eier“ und 3 Kartenbeilagen.
- Band 10: Die Säugetiere. Neubearbeitet von Ludwig Heck.
  - Erster Band: Kloakentiere – Beuteltiere – Insektenfresser – Flattertiere – Erdferkel – Schuppentiere – Xenarthra. 580 Seiten mit 100 Abbildungen im Text und 30 Tafeln sowie 21 Tafeln nach Photographien.
- Band 11: Die Säugetiere. Neubearbeitet von Ludwig Heck und Max Hilzheimer.
  - Zweiter Band: Nagetiere – Robben. 654 Seiten mit 94 Abbildungen nach Photographien auf 20 Doppeltafeln, 30 Abbildungen im Text, 15 farbigen und 4 schwarzen Tafeln.
- Band 12: Die Säugetiere. Neubearbeitet von Ludwig Heck und Max Hilzheimer.
  - Dritter Band: Raubtiere – Wale – Rüsseltiere – Sirenen – Klippschliefer – Unpaarhufer. 722 Seiten mit 146 Abbildungen nach Photographien auf 25 Doppeltafeln, 52 Abbildungen im Text, 17 farbigen und 4 schwarzen Tafeln.
- Band 13: Die Säugetiere. Neubearbeitet von Max Hilzheimer und Ludwig Heck.
  - Vierter Band: Paarhufer – Halbaffen – Affen. 721 Seiten mit 204 Abbildungen nach Photographien auf 26 Doppeltafeln, 86 Abbildungen im Text, 23 farbigen und 4 schwarzen Tafeln sowie 4 Kartenbeilagen.

Während des Zweiten Weltkriegs erschienen gekürzte Volks- und Schulausgaben sowie eine von Walter Rammner völlig neu bearbeitete Auflage in vier Bänden (1942) und eine mehrbändige Feldpostausgabe, von der jedoch nur noch der erste Band erschien (1945).
Ab etwa 1950 erschienen viele einbändige Bearbeitungen mit den „beliebtesten“ Tieren und Originalzeichnungen. 1953 gab Adolf Meyer-Abich für den Hamburger Germany Standard Verlag eine Neuausgabe von Brehms Tierleben in zwölf Bänden mit 55 Farbdrucktafeln und etwa 360 Zeichnungen heraus, die auf der zweiten und letzten Originalausgabe basierte.
1981 veröffentlichte Theo Jahn für den Prisma-Verlag, Gütersloh, die großformatige Brehms Neue Tierenzyklopädie in zwölf Bänden mit rund 5.000 farbigen Großfotos; die Texte basieren auf der zweiten, überarbeiteten Auflage von Brehms Tierleben. Je vier Bände sind den Säugetieren und den Vögeln gewidmet, je einer den Reptilien, Amphibien, Fischen und Wirbellosen.
Ein Auswahlband von Roger Willemsen erschien 2006 mit Zeichnungen von Klaus Ensikat.

### Die Neue Brehm-Bücherei
Als der Brehm-Verlag in Konkurs ging, erwarb der A. Ziemsen Verlag in Wittenberg aus der Konkursmasse die Verlagsrechte für die „Brehm-Bücherei“ und begründete „Die Neue Brehm-Bücherei“ (NBB). Die Verlagsleiterin Charlotte Grunert (1904–1967) gewann den naturkundlich engagierten Pastor und Ornithologen Otto Kleinschmidt dafür, die NBB herauszugeben. 1948 erschienen die ersten Bände. Kleinschmidt griff Alfred Brehms volksbildnerisches Anliegen auf. Er achtete als Herausgeber darauf, dass die Verfasser der einzelnen Bände anschaulich und allgemeinverständlich schrieben und dass diese mit vielen Bildern illustriert waren. Allmählich wuchs die Reihe zu einer immer stärker wissenschaftlich orientierten Monographienserie heran. Zielgruppe waren nicht mehr nur Laien und Hobby-Biologen, sondern auch Studenten und Wissenschaftler. 1989 erschien der 600ste Band der Reihe. 1992 ging die Buchreihe in den Besitz der Westarp Wissenschaften-Verlagsgesellschaft mbH (Hohenwarsleben bei Magdeburg) über.

### Digitale Bibliothek
Der Berliner Verlag Directmedia Publishing digitalisierte für die Reihe Digitale Bibliothek die kolorierte Ausgabe der zweiten, umgearbeiteten und vermehrten Auflage in zehn Bänden von 1876–1879 und veröffentlichte den gesamten Text- und Bildbestand auf CD-ROM (Band 76).

### „Brehms verlorenes Tierleben“
2007 erschien bei Zweitausendeins der Band Brehms verlorenes Tierleben von Hanna Zeckau und Carsten Aermes. Darin werden 196 inzwischen ausgestorbene Vögel und Säugetiere, die Brehm knapp 150 Jahre zuvor noch als vorkommend geschildert hatte, in Diktion Brehms und anderer zeitgenössischer Zoologen auf aktuellem Kenntnisstand beschrieben. Die Autoren fertigten die Illustrationen überwiegend anhand von Originalpräparaten.

## Belege
1. ↑  Sarkowski 1976: 232
2. ↑  Andreas W. Daum: Wissenschaftspopularisierung im 19. Jahrhundert. Bürgerliche Kultur, naturwissenschaftliche Bildung und die deutsche Öffentlichkeit 1848–1914. 2., erg. Aufl., Oldenbourg, München 2002, S. 257–261, 354–357, 410–415, 456–458, 478 (hier auch eine Kurzbiografie).
3. ↑  Sarkowski 1976: 130
4. ↑  Sarkowski 1976: 262
5. ↑  Friedrich-Karl Künne: Der A. Ziemsen Verlag. In: Jens Hüttmann, Peer Pasternack (Hrsg.): Wissensspuren. Bildung und Wissenschaft in Wittenberg nach 1945. Drei-Kastanien-Verlag, Lutherstadt Wittenberg 2004, ISBN 3-933028-85-X, S. 255–263, hier S. 258.
6. ↑  Friedrich-Karl Künne: Der A. Ziemsen Verlag. In: Jens Hüttmann, Peer Pasternack (Hrsg.): Wissensspuren. Bildung und Wissenschaft in Wittenberg nach 1945. Drei-Kastanien-Verlag, Lutherstadt Wittenberg 2004, S. 255–263, hier S. 259.
7. ↑  Friedrich-Karl Künne: Der A. Ziemsen Verlag. In: Jens Hüttmann, Peer Pasternack (Hrsg.): Wissensspuren. Bildung und Wissenschaft in Wittenberg nach 1945. Drei-Kastanien-Verlag, Lutherstadt Wittenberg 2004, S. 255–263, hier S. 261.
8. ↑  Hanna Zeckau und Carsten Aermes: Brehms verlorenes Tierleben - illustriertes Lexikon der ausgestorbenen Vögel und Säugetiere, Originalausgabe. Mit einem Vorwort von Professor Josef H. Reichholf, WWF. Zweitausendeins, Frankfurt am Main 2007, ISBN 978-3-86150-794-9. 196 Bilder, davon 70 Tafeln im 4-Farbdruck. 3 Übersichtskarten. 261 Seiten. Fadenheftung. Leinen (dnb-Info online)